# Herbert Hagen
Herbert Martin Hagen (Neumünster, 20 settembre 1913 – Rüthen, 1º agosto 1999) è stato un militare e criminale di guerra tedesco Hagen fu in servizio come assistente personale di Carl Oberg, a capo della Polizia e delle SS e del dipartimento della Gestapo a Parigi. Hagen fu catturato nel 1945 e rilasciato nel 1948. Nel 1955 fu condannato all'ergastolo in contumacia in Francia, dopo essere stato riconosciuto colpevole della deportazione degli ebrei dalla Francia, riuscì a evitare la prigione e divenne un importante industriale tedesco. Nel 1980, in seguito alla modifica della legge per consentire il nuovo processo dei casi trattati all'estero, fu condannato a 12 anni di carcere da un tribunale di Colonia, per il suo ruolo chiave avuto nella deportazione di 73.000 ebrei nel campo di sterminio di Auschwitz. Hagen fu rilasciato dopo aver scontato solo 4 anni di carcere, morì a Rüthen nel 1999..

## Biografia

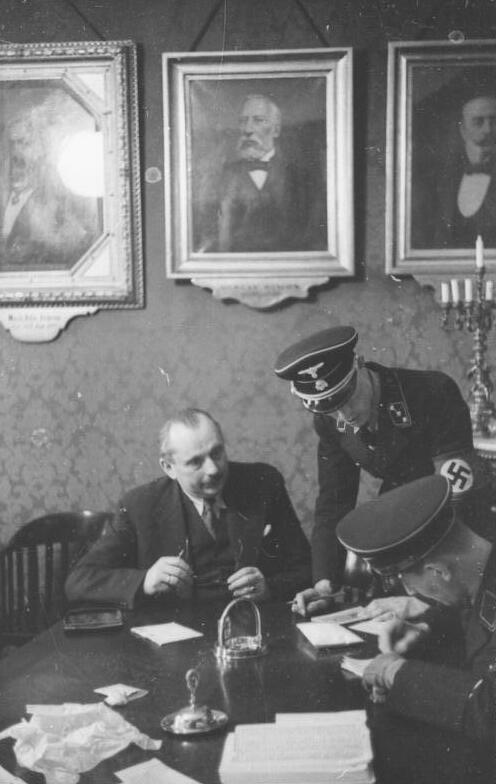
Herbert Hagen (al centro, in piedi) a Vienna, con Adolf Eichmann a destra e Josef Löwenherz a sinistra, fotografia del marzo 1938

Herbert Hagen nacque il 20 settembre 1913 a Neumünster, si unì alle SS nell'ottobre 1933 a Kiel.
Dal 1940 Hagen ricoprì diversi incarichi nella Sicherheitsdienst in Francia, nella sede di Bordeaux: istituì le misure per deportare gli ebrei e nel dicembre 1941 allestì un campo di internamento per ebrei a Mérignac. Il 24 ottobre 1941, nel campo di internamento di Souges, Hagen fu direttamente responsabile dell'esecuzione per impiccagione di 50 ostaggi, di questi, trentacinque arrivarono dal campo di Mérignac.
Il 5 maggio 1942, Hagen, precedentemente in servizio come ufficiale nazista in Polonia, fu nominato assistente di Carl Oberg, comandante delle SS e delle forze di polizia in Francia, sovrintendendo alle questioni antiebraiche così come alla sicurezza sotto l'SS- Obersturmburführer Helmut Knochen. Fluente nella lingua francese, fu in grado di comunicare direttamente a Vichy le richieste naziste sulla deportazione degli ebrei e sulla lotta contro la resistenza. Nel settembre 1944 fu trasferito in Austria, dove comandò uno squadrone Einsatzkommando al confine jugoslavo.

## Nel dopoguerra
Il 13 maggio 1945 Hagen fu catturato dagli inglesi a Klagenfurt. Fu consegnato dagli inglesi alle forze di occupazione francesi nel novembre 1946, ma fu rilasciato il 4 marzo 1948. Poiché apparteneva alle SS e alla Sicherheitsdienst, Hagen il 5 maggio 1948 fu condannato a un anno e mezzo di carcere, pena decurtata del suo periodo di internamento. Riuscì a convincere la corte di essere stato attivo solo nell'analisi dei dati dell'intelligence e nello spionaggio, negando di essere a conoscenza del destino dei deportati. La legge sull'amnistia del 1954 gli permise di trovare lavoro presso un'azienda di Colonia e di iniziare una nuova carriera nell'industria. Il 18 marzo 1955, alla luce di nuove prove, il tribunale militare di Parigi lo dichiarò colpevole di aver contribuito alla deportazione degli ebrei dalla Francia e fu condannato in contumacia ai lavori forzati a vita. Nel 1964 divenne amministratore delegato di una rispettata società di apparati, attrezzature e servizi a Warstein.
L'avvocato francese e cacciatore di nazisti Serge Klarsfeld, il cui padre fu una vittima ad Auschwitz, riuscì a rintracciarlo, insieme ad altri due criminali di guerra nazisti, dopo anni di indagini. Nel 1980, dopo 15 mesi di processo, Herbert Hagen fu processato dalla 15ª camera penale del Tribunale regionale superiore di Colonia e condannato a dodici anni di carcere con l'accusa di aver ordinato e amministrato la deportazione degli ebrei. Durante il processo, Klarsfeld, che aveva accumulato tredici volumi di documenti che collegavano gli imputati alle deportazioni individuali, rappresentò le vittime francesi. La corte apprese che Hagen fu in realtà a conoscenza del programma nazista di sterminio degli ebrei, fu una figura centrale nell'attuazione del programma e fu fortemente coinvolto nella deportazione degli ebrei dalla Francia occupata. Si concluse quindi che durante il suo periodo di comando, 70.790 ebrei furono mandati nei campi di concentramento dove almeno 35.000 furono assassinati nelle camera a gas.
Herbert Hagen scontò solo quattro anni della sua condanna di dodici anni di carcere prima di essere liberato, morì il 7 agosto 1999, a Rüthen.